# Tournoi International de Tennis de Bordeaux 2025
Il Tournoi International de Tennis de Bordeaux 2025 è stato un torneo maschile di tennis professionistico. È stata la 16ª edizione del torneo, facente parte della categoria Challenger 175 nell'ambito dell'ATP Challenger Tour 2025, con un montepremi di 227 000 €. Si è giocato dal 13 al 18 maggio 2025 sui campi in terra rossa del Villa Primrose di Bordeaux, in Francia.

## Partecipanti

### Teste di serie
| Nazionalità          | Giocatore                  | Ranking* | Testa di serie |
| -------------------- | -------------------------- | -------- | -------------- |
| Stati Uniti          | Brandon Nakashima          | 29       | 1              |
| Argentina            | Sebastián Báez             | 33       | 2              |
| Paesi Bassi          | Tallon Griekspoor          | 35       | 3              |
| Francia              | Giovanni Mpetshi Perricard | 36       | 4              |
| Francia              | Quentin Halys              | 52       | 5              |
| Bosnia ed Erzegovina | Damir Džumhur              | 69       | 6              |
| Francia              | Hugo Gaston                | 78       | 7              |
| Stati Uniti          | Aleksandar Kovacevic       | 80       | 8              |

* Ranking al 5 maggio 2025.

### Altri partecipanti
I seguenti giocatori hanno ricevuto una wild card per il tabellone principale:
- Térence Atmane
- Mathias Bourgue
- Stan Wawrinka

I seguenti giocatori sono entrati in tabellone come alternate:
- Nik'oloz Basilashvili
- Hugo Grenier
- Benjamin Hassan
- Michail Kukuškin
- Sumit Nagal

I seguenti giocatori sono passati dalle qualificazioni:
- Calvin Hemery
- Bernabé Zapata Miralles
- Grégoire Barrère
- Albert Ramos Viñolas

## Punti e montepremi
| Torneo    | Torneo              | V      | F      | SF    | QF    | 2T    | 1T    | Q | Q2  | Q1  |
| Singolare | Punti               | 175    | 90     | 50    | 25    | 13    | 0     | 6 | 3   | 0   |
| Singolare | Premi in denaro (€) | 27,155 | 16,000 | 9,450 | 5,500 | 3,240 | 1,950 | – | 980 | 490 |
| Doppio    | Punti               | 175    | 90     | 50    | 25    | –     | 0     | – | –   | –   |
| Doppio    | Premi in denaro (€) | 11,680 | 6,775  | 4,065 | 2,410 | –     | 1,355 | – | –   | –   |

## Campioni

### Singolare
Giovanni Mpetshi Perricard ha sconfitto in finale  Nik'oloz Basilashvili con il punteggio di 6–3, 6(5)–7, 7–5.

### Doppio
Francisco Cabral /  Lucas Miedler hanno sconfitto in finale  Yuki Bhambri /  Robert Galloway con il punteggio di 7–6(1), 7–6(2).